# Psychoda selangoriana
Psychoda selangoriana és una espècie d'insecte dípter pertanyent a la família dels psicòdids que es troba a Malàisia.